# DR-Baureihe 38.4
Die DR-Baureihe 38.4 ist eine aus der bayerischen P 3/5 N weiterentwickelte Heißdampflokomotive, die aber erst nach Gründung der Deutschen Reichsbahn durch die Gruppenverwaltung Bayern beschafft wurde.

## Geschichte
In der letzten Phase der Dampflokentwicklung in Bayern wurde der Lokomotivbestand in der Ausrichtung auf Leistung und Wirtschaftlichkeit modernisiert. Ganz besonders bewährte Loktypen wurden auch nach der Einsetzung des Vereinheitlichungsausschusses (Engerer Ausschuss für Lokomotiven zur Vereinheitlichung von Lokomotiven) 1921 noch nachgebaut, dazu gehörte auch die P 3/5.
Nach Gründung der Deutschen Reichsbahn beauftragte deren Gruppenverwaltung Bayern die Firma Maffei mit dem Bau von achtzig Dampflokomotiven der bayerischen Gattung P 3/5 H. Diese Maschinen basierten auf der Gattung P 3/5 N; Rahmen und Laufwerk wurden unverändert übernommen, der Kessel wurde etwas vergrößert und erhielt einen Überhitzer. Die Zylinder wurden im Durchmesser jeweils um 20 mm vergrößert. Das Führerhaus wurde ebenfalls größer ausgeführt.
Die guten Erfahrungen mit diesen 1921 gebauten Fahrzeugen – sie wurden sogar im Schnellzugdienst eingesetzt – führte 1924 zum Umbau aller noch vorhandenen Fahrzeuge der Gattung P 3/5 N zu Heißdampflokomotiven.
1925 wurden die P 3/5 H mit den Nummern 38 401 bis 38 480 in die Baureihe 38.4 eingeordnet.
Alle achtzig Lokomotiven überstanden den Zweiten Weltkrieg und kamen zur Deutschen Bundesbahn. Die letzte Maschine dieser Baureihe, die 38 432, fuhr in Bayern und Oberschwaben und wurde 1955 außer Dienst gestellt.
Die Fahrzeuge waren mit einem Schlepptender der Bauart bay 2’2’ T 21,8 gekuppelt.